# Limnonectes paramacrodon
Limnonectes paramacrodon és una espècie de granota que viu a Brunei, Indonèsia, Malàisia, Singapur i Tailàndia.
Està amenaçada d'extinció per la pèrdua del seu hàbitat natural.